# بيتار دورديتش
بيتار دورديتش (بالسيريلية الصربية: Петар Ђорђић) مواليد 17 سبتمبر 1990 في شاباتس، جمهورية يوغوسلافيا الاشتراكية الاتحادية، هو لاعب كرة يد صربي يلعب كظهير أيسر. يلعب حاليا مع نادي فلنسبورغ هاندفيت لكرة اليد ويحمل الرقم 17. مثل منتخب صربيا لكرة اليد. حقق المركز الأول في ألعاب البحر الأبيض المتوسط 2009.

## المسيرة الاحترافية
لعب مع نادي فتسلار لكرة اليد في الدوري الألماني من سنة 2008 إلى 2010، ثم لعب مع نادي فلنسبورغ هاندفيت لكرة اليد من سنة 2010 إلى 2013، ثم لعب مع نادي فلنسبورغ هاندفيت لكرة اليد في الدوري الألماني من سنة 2015 إلى 2017.

## الميداليات
| الميدالية | المسابقة                        |
| --------- | ------------------------------- |
| ذهبية     | ألعاب البحر الأبيض المتوسط 2009 |

## روابط خارجية
- بيتار دورديتش على موقع الاتحاد الأوروبي لكرة اليد (الإنجليزية)